# Liste der Monuments historiques in Janzé
Die Liste der Monuments historiques in Janzé führt die Monuments historiques in der französischen Stadt Janzé auf.

## Liste der Bauwerke
| Bezeichnung               | Beschreibung                 | Standort | Kennzeichnung | Schutzstatus | Datum | Bild           |
| ------------------------- | ---------------------------- | -------- | ------------- | ------------ | ----- | -------------- |
| Kirche St-Martin          |                              | (Lage)   | PA35000075    | Inscrit      | 2016  | weitere Bilder |
| Menhir La Pierre des Fées | Doppeleintrag mit PA00090605 | (Lage)   | PA00090606    | Classé       | 1963  | weitere Bilder |